# Курско-Харьково-Азовская железная дорога
Курско-Харьково-Азовская — частная железная дорога в Российской империи.

## История
Первая концессия на постройку дороги из Москвы в Севастополь была дана в 1856 году Главному обществу российских железных дорог, но оно дорогу не построило — по утверждённому в 1861 году уставу обязательства общества ограничивались сооружением Петербурго-Варшавской ж. д. (с ветвью к прусской границе) и Нижегородской ж. д. Казённая Московско-Курская железная дорога была открыта в 1866—1868 годах.
Устав Общества Курско-Харьково-Азовской железной дороги утверждён в 1869 году для строительства линии Курск — Харьков — Таганрог — Ростов-на-Дону. В июне того же года железная дорога была открыта. Максимальный продольный уклон пути на железной дороге был 8 ‰, наименьший радиус кривых в поворотах — 640 м . В 1891 году дорога выкуплена в казну.
В 1894 году в состав Курско-Харьково-Азовской ж.д. была включена часть расформированной Донецкой каменноугольной ж.д. (участки Константиновка — Ясиноватая, Варварополье — Краматорская, Ступки — Бахмут, Попасная — Лисичанск).
В 1896 году Курско-Харьково-Азовская ж.д. объединена с Лозово-Севастопольской ж.д. под названием «Курско-Харьково-Севастопольская ж.д.»